# Prosopocoilus umhangi
Prosopocoilus umhangi is een keversoort uit de familie vliegende herten (Lucanidae). De wetenschappelijke naam van de soort is voor het eerst geldig gepubliceerd in 1891 door Fairmaire.